# Autorécepteur

Les autorécepteurs sont des récepteurs présents sur l'extrémité présynaptique des terminaisons nerveuses. Ils sont impliqués dans la boucle retour lors de la transduction du signal nerveux. Un autorécepteur donné sera uniquement sensibles aux neurotransmetteurs ou hormones libérés par le neurone sur lequel il est situé.

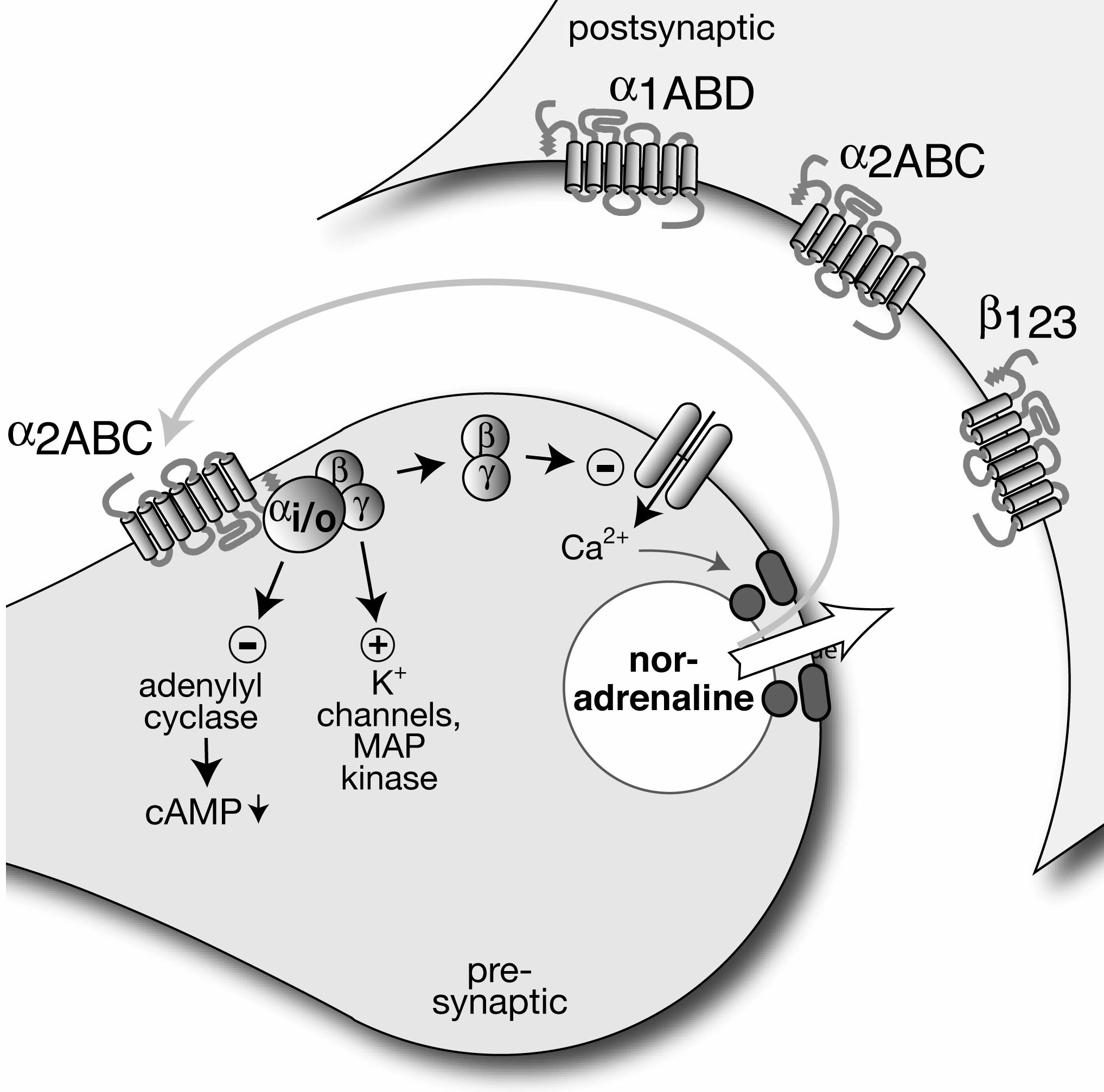
Schéma d'une synapse noradrénergique avec des autorécepteurs.

Lorsqu'un neurone présynaptique libère le neurotransmetteur dans la fente synaptique, celui-ci sera détecté par les récepteurs du neurone postsynaptique, mais aussi par les autorécepteurs situés sur la membrane présynaptique. Par exemple, les récepteurs présynaptiques du NMDA sont sensibles au glutamate libéré depuis les vésicules présynaptiques.
En général, les autorécepteurs n'ont pas d'influence sur le potentiel membranaire. Leur rôle est de contrôler des processus intracellulaires, y compris la synthèse et la libération du neurotransmetteur concerné.